# Fair Grove (Misuri)
Fair Grove es una ciudad ubicada en el condado de Greene en el estado estadounidense de Misuri. En el Censo de 2010 tenía una población de 1393 habitantes y una densidad poblacional de 168,97 personas por km².

## Geografía
Fair Grove se encuentra ubicada en las coordenadas 37°23′00″N 93°9′8″O / 37.38333, -93.15222. Según la Oficina del Censo de los Estados Unidos, Fair Grove tiene una superficie total de 8,24 km², cuya totalidad corresponde a tierra firme.

## Demografía
Según el censo de 2010, había 1393 personas residiendo en Fair Grove. La densidad de población era de 168,97 hab./km². De los 1393 habitantes, Fair Grove estaba compuesto por el 97,42% blancos, el 0,29% eran afroamericanos, el 0,29% eran amerindios, el 0,5% eran asiáticos, el 0,57% eran de otras razas y el 0,93% pertenecían a dos o más razas. Del total de la población el 2,15% eran hispanos o latinos de cualquier raza.